# Numeração oficial das comunas suíças
A Numeração oficial das comunas suíças é uma das funções do Departamento Federal de Estatísticas (OFS) que é actualizada segundo o estipulado pelo seu artigo No. 6 sobre o nome e ortografia das localidades, comunas e estações (RS 510.625). A lista reúne as comunas classificando-as por ordem Cantões da Suíça e Distritos da Suíça como é mostrado neste "Repertório oficial das comunas" . 

## Numeração
O quadro de baixo indica a maneira como se faz essa classificação. As comunas da Suíça são ordenadas por cantão, por distrito e por nome, como neste exemplo.
| Canton | district | Numéro de commune | Nom                |
| ------ | -------- | ----------------- | ------------------ |
| ZH     | 101      | 1                 | Aeugst am Albis    |
| ZH     | 101      | 2                 | Affoltern am Albis |
| ....   |          |                   |                    |
| JU     | 2603     | 6806              | Vendlincourt       |

## Problemas
Devido à maneira como foi idealizada a estrutura surgem problemas quando se altera a lista pois se perde o histórico de uma dada comuna, e pior ainda quando ela desaparece ou fusiona. 
De par sa structure significative, la numérotation utilisée actuellement connaît plusieurs problèmes, en particulier lors de changement dans la liste ou dans la possibilité de garder une trace historique des états de communes. Une révision complète du système d'attribution des numéros de communes, prévue en 2007, devrait permettre de résoudre ces problèmes.